# 周家祠堂
周家祠堂是浙江省宁波市江北区的一座传统宗祠建筑。祠堂位于慈城镇半浦村东南隅，坐北朝南，由门楼、正厅、后进和西偏房所组成，占地面积1495平方米。现存门楼、正厅、后进均为三开间硬山顶，抬梁穿斗混合结构，木构件雕刻较为精细。2023年9月1日，祠堂成为宁波市文物保护单位。